# Сплюшка енганська
Сплюшка енганська (Otus enganensis) — вид совоподібних птахів родини совових (Strigidae). Ендемік Індонезії.

## Опис
Довжина птаха становить 18-20 см. Верхня частина тіла темно-рудувато-коричнева або оливково-коричнева, на потилиці нечіткі смуги, на плечах світла смуга. Нижня частина тіла охриста або рудувато-коричнева, пера на ній мають чорні стрижні. На голові відносно великі охристі пір'яні "вуха". Очі жовті, дзьоб блакитнувато-роговий, лапи оперені, пальці блакитнувато-сірі, кігті темно-рогові.

## Поширення і екологія
Енганські сплюшки є ендеміками острова Енгано, розташованого на південний захід від Суматри. Вони живуть у вологих тропічних лісах і лісових масивах. Живляться комахами, павуками та іншими безхребетними.

## Збереження
МСОП класифікує стан збереження цього виду як близький до загрозливого. За оцінками дослідників, популяція енганських сплюшок становить від 3500 до 15000 дорослих птахів. Їм може загрожувати знищення природного середовища.